# Margrete Skulesdatter
Margrete Skulesdatter (Vieux norrois: Margrét Skúladóttir) (née  vers 1208/1210 – morte  vers 1270) est une noble norvégienne épouse du roi Haakon IV de Norvège et reine de Norvège de 1225 à 1263.

## Biographie
Margrete est la fille du Jarl Skúli Bárdarson et de son épouse Ragnhild. Son mariage est arrangé afin de tenter de réconcilier son père avec le jeune roi Haakon Haakonsson. L'objectif principal est de prévenir les prétentions de son père au trône après l’élection de Haakon comme roi en 1217. Les fiançailles sont célébrées à la résidence royale dès 1219, et le mariage intervient le 25 mai 1225.
Toutefois, en 1239, le conflit entre son père et son époux s'embrase de nouveau et dégénère en guerre ouverte, lorsque Skule se proclame lui-même roi à Nidaros. La rébellion se termine en 1240 lorsque Skule est mis à mort. Selon la Hákonar saga Hákonarsonar (Codex Frisianus), Margaret fond en larmes quand elle est informée de la rébellion de son père, et pleure longuement sa mort. On ignore si son époux lui permet d'hériter de son père, dont les biens avaient sont confisqués après sa rébellion. On sait cependant que Marguerite demande au pape de prendre ses domaines sous sa protection, et qu'Haakon les lui concède après son couronnement en 1247. Il est possible qu'ils appartenaient auparavant à son père et aient fait partie de l'héritage.
La personnalité de reine Margaret n'est pas évoquée directement dans les sources et elle ne semble par avoir participé à la vie politique bien qu'elle se préoccupe apparemment de protéger son patrimoine. Elle semble cependant avoir accompagné son époux lors de ses voyages à travers le pays et a joué un rôle actif en tant que reine. En 1238 et 1240, elle reçoit un don officiel de tissu pourpre d'Henri III d'Angleterre, et il est possible que le livre illustré de psaumes anglais trouvé en Norvège de cette époque soit lui aussi un cadeau. Margaret semble avoir montré un intérêt particulier pour la ville de Stavanger. Elle entre en conflit avec l'évêque de la cité, et l'affaire est réglée par le
le Légat pontifical Guillaume de Sabine venu à Bergen le 29 juillet 1247 pour le couronnement de Haakon qui
lui reconnait les droits de patronage sur trois chapelles de Stavanger, l'une d'entre elles pouvant être l'église Saint-Pierre (Peterskirken). Margaret est également à une date inconnue avant 1245, le premier témoin de la confirmation officielle par Haakon de l'autorité de l'église et de la couronne sur Stavanger.
Elle devient veuve en 1263 et, pendant l’automne 1264, elle accompagne son fils le roi Magnus lors d'une visite à l'abbaye de Rissa dans le Trøndelag, fondée par son père pour sa sœur Sigrid comme abbesse. C'est là qu’elle se retire pendant ses dernières années à partir de 1267 jusqu'à sa mort en 1270.

### Postérité
De son union avec Håkon IV de Norvège naissent quatre enfants
1. Olav (Óláfr) (né en 1226, mort vers 1240 encore enfant).
2. Haakon (Hákon) (Haakon le Jeune) (1232–1257). qui épouse Rikitsa Birgersdóttir, fille du régent de Suède Birger Jarl. Il devient le corégent de son père en 1239, mais décède avant lui.
3. Christina (Kristín) (1234-1262). épouse l'infant de Castille, Philippe, frère du roi Alphonse X de Castile en 1258. Elle meurt sans enfant.
4. Magnus (Magnús) (1238–1280). nommé roi et corégent après la mort d' Håkon le Jeune. Couronné roi sous le nom de Magnus VI en 1261 à l'occasion de son mariage avec la princesse danoise Ingeborg Eriksdotter.

## Source
- (no) Knut Helle, « Margrete Skulesdatter », sur Norsk biografisk leksikon, 2 mars 2018